# Communauté de communes du Haut Chemin
Die Communauté de communes du Haut Chemin ist ein ehemaliger französischer Gemeindeverband mit der Rechtsform einer Communauté de communes im Département Moselle in der Region Grand Est. Sie wurde am 19. November 2002 gegründet und umfasste zwölf Gemeinden. Der Verwaltungssitz befand sich im Ort Sainte-Barbe.

## Historische Entwicklung
Mit Wirkung vom 1. Januar 2017 fusionierte der Gemeindeverband mit der Communauté de communes du Pays de Pange und bildete so die Nachfolgeorganisation Communauté de communes Haut Chemin-Pays de Pange.

## Ehemalige Mitgliedsgemeinden
1. Burtoncourt
2. Charleville-sous-Bois
3. Failly
4. Glatigny
5. Hayes
6. Les Étangs
7. Sainte-Barbe
8. Saint-Hubert
9. Sanry-lès-Vigy
10. Servigny-lès-Sainte-Barbe
11. Vigy
12. Vry